# ミドリ色の屋根
「ミドリ色の屋根」（ミドリいろのやね）は、ルネ・シマールの日本におけるデビューシングル。1974年6月21日にCBSソニーから発売された。
東京音楽祭グランプリ受賞作品（1974年）。

## 概要
ルネ・シマールは、1971年10歳の時に「L’OISEAU 鳥」でカナダでデビュー。以後数々のシングルを発表する。
12歳の時に来日し、翌年日本でのデビュー曲となったのが、本曲である。
本曲は、作詞・作曲・編曲とも日本人作家によって作られ、歌詞も日本語である。
ルネにとっては、日本での最大のヒットとなった。
カナダで発売されたアルバム『Les dimanches après-midi 』(1974)には「Non, ne pleure pas」の曲名でフランス語で歌唱したバージョンが収められている。

## 収録曲
| 全作曲: 村井邦彦。 |                      |              |            |            |
| #                  | タイトル             | 作詞         | 作曲・編曲 | 編曲       |
| 1.                 | 「ミドリ色の屋根」   | さいとう大三 | 村井邦彦   | 馬飼野康二 |
| 2.                 | 「雨あがりのデイト」 | さいとう大三 | 村井邦彦   | 馬飼野康二 |
| 合計時間:          | 合計時間:            | 合計時間:    | 合計時間:  | 0:00       |

## カバー
- 豊川誕 アルバム「汚れなき悪戯」（1975年）